# Roser Tapias
Pour les articles homonymes, voir Roser et Tapias.
Roser Tapias, née à Barcelone le 20 août 1989, est une actrice espagnole.

## Filmographie
- 2009 : Padres (es) (série télévisée) : Elena Nieto
- 2010-2011 : Amar en tiempos revueltos (série télévisée) : Almudena Hernández Prado
- 2012 : Animals : Laia
- 2012 : Bandolera (série télévisée) : Beatriz Ibáñez
- 2012 : Olor de colònia (mini-série) : Mercè
- 2012 : Cinema 3 (série télévisée) : elle-même
- 2013 : El don de Alba (es) (série télévisée)
- 2013 : Auca del Born (téléfilm) : Marianna
- 2013 : Café de mañana (court métrage) : Jesucrista
- 2014 : Ford Escort (court métrage) : Judith
- 2014 : Kubala, Moreno i Manchón (série télévisée) : Isa
- 2015 : Victor XX (court métrage) : Sara
- 2015 : The Path (court métrage) : Eve
- 2015-2016 : La Riera (série télévisée) : Rita Torres
- 2016 : VIII Premis Gaudí de l'Acadèmia del Cinema Català (téléfilm) : elle-même
- 2016 : Ebre, del bressol a la batalla (téléfilm)